# V. S. Naipaul
Sir Vidiadhar Surajprasad Naipaul (17 tháng 8 năm 1932 – 11 tháng 8 năm 2018) là nhà văn đoạt giải Nobel Văn học năm 2001.

## Tiểu sử
V. S. Naipaul sinh tại Trinidad trong một gia đình gốc Ấn Đô, dòng dõi Bà la môn rất nghèo; bố là nhà văn, nhà báo. Năm 1950, do chăm chỉ học tập, ông được chính phủ Trinidad cấp học bổng để đi học ở Đại học Oxford và vĩnh viễn từ giã quê hương sang sống ở nước Anh. Bốn năm sau, ông tốt nghiệp, trở thành phóng viên, người phụ trách chương trình Tiếng nói Caribe của đài BBC và làm việc cho tạp chí văn học The New Statesman (Chính khách mới). Năm 1955 Naipaul lấy Patricia Ann Hale. Năm 1996 Patricia Ann Hale mất, ông tục huyền với một phụ nữ Pakistan tên Nadira Khannum Alvi – một nhà báo.
Năm 1957, Naipaul xuất bản cuốn tiểu thuyết đầu tay The mystic masseur (Gã tẩm quất bí hiểm), viết về cuộc sống ở đảo Trinidad quê ông. Năm 1961 Naipaul in tiểu thuyết kiệt tác A House for Mr. Biswas (Căn nhà cho ông Biswas), với nhân vật chính lấy nguyên mẫu từ cha ông. Cũng trong năm này, Naipaul được chính phủ cấp cho một khoản tiền để đi du lịch nhiều nơi, và trong những năm 1960–1970 ông đã đến hầu hết các châu lục trên thế giới, kết quả là rất nhiều các tập sách du ký ra đời ghi lại ấn tượng những nơi ông đã qua. Những tác phẩm thể loại này của ông gây bất bình ở nhiều người vì những nhận xét không mấy thiện cảm về thế giới thứ ba ở châu Phi, đặc biệt là những lời chỉ trích nhằm vào Hồi giáo chính thống. Truyện ký Among the Believers: An Islamic Journey (Giữa những tín đồ: Một hành trình trong Hồi giáo, 1981) viết sau chuyến đi Iran, Pakistan và Indonesia của ông là bức tranh cay nghiệt về những tín đồ quay lưng về phía tiến bộ và thế giới hiện đại. Naipaul gọi chủ nghĩa Hồi giáo cực đoan là một thứ bệnh hoạn bám vào thế giới Hồi giáo, vì nó mà lịch sử bị thần học nô dịch. Gần 20 năm sau, Naipaul trở lại chủ đề đó trong cuốn Beyond Belief: Islamic Excursions (Đằng sau đức tin: Các chuyến đi Hồi giáo, 1998). Năm 1987 và 1994, Naipaul xuất bản tiểu thuyết The Enigma of Arrival (Bí ẩn khi tới) và A Way in the World (Đường vào thế giới). Trong xét trao giải, Viện Hàn lâm Thụy Điển đặc biệt nhấn mạnh đến kiệt tác The Enigma of Arrival, coi đây là "hình ảnh, cứ thế mà lặng lẽ suy sụp, của văn hóa thực dân cũ, và sự suy tàn của các xóm làng châu Âu". Năm 1990 ông được Nữ hoàng Elizabeth II của Anh phong tước Hiệp sĩ nhờ những đóng góp vào nền văn học của Khối Thịnh vượng chung Anh. Báo The Guardian gọi ông là "nhà văn tiếng Anh lớn nhất trong số các nhà văn đang sống". Với khối lượng tác phẩm lớn và đa dạng, tài năng xuất chúng và uy tín vững vàng, đáng lẽ Naipaul đã được tặng giải Nobel từ nhiều năm trước nhưng đến năm 2001 ông mới giành được vinh dự này. Tác phẩm mới nhất Half a Life (Nửa đời, 2001) là sự trở lại của V. S. Naipaul với thể loại tiểu thuyết giả tưởng.
Đến nay, Naipaul đã viết gần 30 tác phẩm gồm cả tiểu thuyết (chủ yếu là giả tưởng và phản giả tưởng) và tiểu luận. Ngoài giải Nobel Văn học, ông còn nhận các giải văn chương như giải David Cohen, giải John Rhys (cho The Mystic Masseur), giải W. H. Smith (cho The Mimic Men), giải Booker (cho tiểu thuyết In a Free State), giải Jerusalem năm 1983, giải T. S. Eliot năm 1986 và các giải văn chương khác như giải Somerset Maugham, giải Hawthornden. Ông cũng được cấp bằng danh dự của các trường Đại học St. Andrew, Đại học Columbia, Đại học Cambridge, Đại học Oxford...

## Gia đình
Naipaul cưới người vợ hiện tại, Nadira Naipaul, tại Pakistan. Bà sinh tại Kenya với tên khai sinh Nadira Khannum Alvi. Bà làm phóng viên cho một tờ báo tại Pakistan, The Nation (Nhân dân), trong mười năm trước khi gặp Naipaul. Họ cưới nhau năm 1996, chỉ hai tháng sau cái chết người vợ đầu của Naipaul, Patricia Hale. Nadira đã li dị hai lần trước khi cưới Naipaul. Bà có hai con, Maliha and Nadir, với một người chồng cũ.

## Qua đời
Naipaul qua đời tại nhà của ông ở London ở tuổi 85 vào ngày 11 tháng 8 năm 2018, trước một tuần lễ so với ngày sinh nhật lần thứ 86 của ông.

## Tác phẩm
- The Mystic Masseur (Gã tẩm quất bí hiểm, 1957), tiểu thuyết
- The Suffrage of Elvira (Quyền bầu cử của Elvira, 1958), tiểu thuyết
- Miguel Street (Phố Miguel, 1959), tiểu thuyết
- A House for Mr. Biswas (Căn nhà cho ông Biswas, 1961), tiểu thuyết
- The Middle Passage: Impressions of Five Societies – British, French and Dutch in the West Indies and South America (Lối đi ở giữa: Ấn tượng về năm xã hội – Anh, Pháp và Hà Lan tại Tây Ấn và Nam Mỹ, 1962), kí – phóng sự
- Mr. Stone and the Knights Companion (Ông Stone và các bạn hiệp sĩ, 1963), tiểu thuyết
- An Area of Darkness (Một vùng bóng tối, 1964), kí – phóng sự
- The Mimic Men (Những kẻ bắt chước, 1967), tiểu thuyết
- A Flag on the Island (Lá cờ trên đảo, 1967), tập truyện, 10 truyện
- The Loss of El Dorado (Sự biến mất của xứ El Dorado, 1969), sách lịch sử
- In a Free State (Ở đất nước tự do, 1971), tập truyện ngắn
- The Overcrowded Barracoon and Other Articles (Trại khổ sai quá tải và các bài báo khác, 1972), kí – phóng sự
- Guerillas (Quân Du kích, 1975), tập truyện ngắn
- India: A Wounded Cilivisation (Ấn Độ: một nền văn minh bị thương, 1977)
- A Bend in the River (Khúc quanh của dòng sông, 1979), tiểu thuyết
- Among the Believers: An Islamic Journey (Giữa những tín đồ: Một hành trình trong Hồi giáo, 1981), truyện kí
- Finding the Centre (Tìm thấy tâm điểm, 1984), khảo luận tôn giáo
- The Enigma of Arrival (Bí ẩn khi tới, 1987), tiểu thuyết
- A Turn in the South (Chỗ ngoặt ở phía Nam, 1989), khảo luận tôn giáo
- India: a million mutinies now (Ấn Độ: một triệu cuộc nổi loạn lúc này, 1990)
- A Way in the World (Đường vào thế giới, 1994) tiểu thuyết
- Beyond Belief: Islamic Excursions (Đằng sau đức tin: Các chuyến đi Hồi giáo, 1998), khảo luận tôn giáo
- Half a Life (Nửa đời, 2001) tiểu thuyết
- The Writer and the World: Essays (2002) tập tiểu luận
- Magic Seeds (2004) tiểu thuyết
- A Writer's People: Ways of Looking and Feeling  (2007) khảo luận